# Máel Sechnaill mac Domnaill
Máel Sechnaill mac Domnaill (949–2. September 1022) war König von Mide und Hochkönig von Irland. Sein Sieg in der Schlacht von Tara gegen Olaf Cuaran im Jahr 980 führte zur gälischen Kontrolle über das Königreich Dublin.

## Leben
Máel Sechnaill mac Domnaill wurde 949 in Irland geboren. Sein Vater war Domnall Donn. Er stammte somit aus dem Hause Uí Néill.

## Erste Regierungszeit als Hochkönig
Máel Sechnaill gehörte zum Zweig Clann Cholmáin der Uí-Néill-Dynastie. Er war der Enkel von Donnchad Donn, der Urenkel von Flann Sinna und der Ururenkel des ersten Máel Sechnaill, Máel Sechnaill mac Máele Ruanaid. Die Könige von Tara oder Hochkönige von Irland hatten jahrhundertelang zwischen den verschiedenen Zweigen von Uí Néill gewechselt. Zu Máel Sechnaills Zeiten verging diese abwechselnde Abfolge zwischen Clann Cholmáin im Süden und dem Cenél nEógain im Norden, so dass er 980 die Nachfolge von Domnall ua Néill antrat. Dieses System hatte frühere Herausforderungen von Außenstehenden, einschließlich der Könige von Ulster, überstanden. Munster, Leinster und die Invasionen der Wikinger.

## Niederlage von Olaf Cuaran in der Schlacht von Tara
Im Jahr 980 rief Olaf Cuaran, König von Dublin, Hilfstruppen von den nordisch regierten schottischen Inseln und von Mann herbei, um Meath anzugreifen, wurde jedoch von Máel Sechnaill in Tara besiegt. Reginald, Olafs Erbe, wurde getötet. Máel Sechnaill folgte seinem Sieg mit einer Belagerung von Dublin, die sich nach drei Tagen und Nächten ergab. Als Máel Sechnaill laut Chronicon Scotorum 980 Dublin einnahm, befreite er alle Sklaven, die damals in der Stadt lebten.

## Schlacht von Glenmama
997 traf sich Máel Sechnaill bei einem königlichen Treffen in der Nähe von Clonfert mit seinem langjährigen Rivalen Brian Boru, dem König von Munster. Die beiden Könige schlossen einen Waffenstillstand, durch den Brian die Herrschaft über die südliche Hälfte Irlands erhielt, während Máel Sechnaill die nördliche Hälfte und das hohe Königtum behielt. Zu Ehren dieser Vereinbarung übergab Máel Sechnaill Brian die Geiseln, die er aus Dublin und Leinster genommen hatte, und 998 übergab Brian Máel Sechnaill die Geiseln von Connacht. Im selben Jahr begannen Brian und Máel Sechnaill mit der Zusammenarbeit gegen die Nordländer von Dublin.
Ende 999 verbündeten sich jedoch die Leinstermen, die historisch entweder von den Uí Neíll-Hochkönigen oder vom König von Munster beherrscht wurden, mit den Nordmännern von Dublin und empörten sich gegen Brian. Die Annalen der vier Meister berichten, dass Brian und Máel Sechnaill ihre Streitkräfte vereinigten. Laut den Annalen von Ulster trafen sie am Donnerstag, dem 30. Dezember 999, in Glenmama ein. Das Schlachtfeld von Glenmama lag 999 n. Chr. in der Nähe von Lyons Hill in Ardclough, Grafschaft Kildare zwischen Windmill Hill und Blackchurch. Dort war die alte Festung der Könige von Leinster. Die Munster-Meath-Armee besiegte die Leinster-Dublin-Armee. Ó Corráin bezeichnet es als „vernichtende Niederlage“ von Leinster und Dublin, während das Wörterbuch der englischen Geschichte besagt, dass die Schlacht den „verzweifelten Aufstand“ von Leinster und Dublin effektiv „unterdrückte“. Vor allem ließ die Niederlage die Straße  nach Dublin „frei und ungehindert für die Siegreichen Legionen von Brian und Máel Sechlainn“.

## Sturz und Wiederherstellung
Das System der abwechselnden Nachfolge zwischen den verschiedenen Uí Neíll-Niederlassungen wurde durch Brian Borus sogenannten Sturz von Maél Sechnaill im Jahr 1002 beendet. Tatsächlich war dies eine unblutige Verschiebung, die darauf zurückzuführen war, dass die nördlichen Uí Neíll, seine Verwandten, Maél Sechnaill nicht unterstützten gegen die Bestrebungen des extrem militarisierten Oberherrn von Munster. Brian würde mit ihnen selbst kaum mehr Erfolg haben.
Aufgrund des Todes von Brian Boru, seinem Sohn, Enkel und vielen anderen Adligen aus Munster in Clontarf im Jahr 1014 gelang es Maél Sechnaill, mit Hilfe seines nördlichen Verwandten Flaithbertach Ua Neíll, des Hochkönigreichs, das Titelkönigreich wiederzugewinnen. Eine Opposition erschien nicht wieder, bis Diarmait mac Maíl na mBó von Leinster an die Macht kam. Clann Cholmáin stellte keine weiteren Hochkönige zur Verfügung, aber der nördliche Uí Neíll des Cenél nEógain lieferte zwei: Domnall Ua Lochlainn und Muirchertach Mac Lochlainn.

## Ehen und Nachkommen
Máel Sechnaill hatte zwei bekannte Frauen:
- Gormflaith ingen Murchada
- Máel Muire ingen Amlaíb, möglicherweise eine Tochter des ersteren, aber von einem anderen Mann.

Er hatte auch sechs bekannte Kinder:
- Conchobar
- Flann
- Congalach
- Domnall
- Murchad Rua
- Muirchertach

Sein ältester Nachkomme war ab Mitte des 20. Jahrhunderts Cornelius Frederic McLoughlin, Chef des Namens, geboren 11. Juli 1897.